# Sport Clube Santa Cruz (Estância)
O Sport Clube Santa Cruz foi um clube de futebol brasileiro da cidade de Estância, no estado de Sergipe. Já extinto, foi o primeiro clube do interior a ser pentacampeão estadual.

## Rivalidade
O principal rival do Santa Cruz foi o Estanciano Esporte Clube, com quem realizava o chamado Clássico do Piauitinga.

## História
O Santa Cruz foi fundado em 3 de maio de 1930 na então Vila Operária Santa Cruz, atual bairro Santa Cruz, por funcionários da companhia industrial de Estância (Fábrica Santa Cruz). O clube foi reativado em 1937 pelos novos diretores da Fábrica, entre eles Julio César Leite, além de Coriolano Alves de Oliveira.
Em 1947, o Santa Cruz filiou-se à então Federação Sergipana de Desportos (FSD). Como o campo da Vila Operária ainda estava em reformas, o Santa Cruz inicialmente teve que disputar seus jogos em Maruim. Somente a partir de 1958 é que o campo da Vila Operária teve condições de abrigar jogos oficiais do Campeonato Sergipano. 
Na década de 1950, conquistou o campeonato estadual por cinco vezes consecutivas, entre 1956 e 1960.

## Títulos

### Estaduais
- Campeonato Sergipano: 5

(1956, 1957, 1958, 1959, 1960)
- Série A2: 1

(1982)
- Campeonato Sergipano do Interior: 3

(1956, 1957 e 1958)

## Desempenho em competições oficiais
Campeonato Sergipano
| Ano  | 1950 | 1951 | 1952 | 1953 | 1954 | 1955 | 1956 | 1957 | 1958 | 1959 |
| Pos. |      |      |      |      |      |      | 1º   | 1º   | 1º   | 1º   |
| Ano  | 1960 | 1961 | 1962 | 1963 | 1964 | 1965 | 1966 | 1967 | 1978 | 1969 |
| Pos. | 1º   | 2°   |      |      | 2°   |      |      |      |      |      |
| Ano  | 1970 | 1971 | 1972 | 1973 | 1974 | 1975 | 1976 | 1977 | 1978 | 1979 |
| Pos. |      |      | 5º   | 8º   |      | 9º   |      | 6º   | 9º   |      |
| Ano  | 1980 | 1981 | 1982 | 1983 | 1984 | 1985 | 1986 | 1987 | 1988 | 1989 |
| Pos. |      |      |      |      | 3º   |      |      | 8º   | —    |      |
| ---- | ---- | ---- | ---- | ---- | ---- | ---- | ---- | ---- | ---- | ---- |

Campeonato Brasileiro
| Ano  | 1960 | 1961 |
| Pos. | 12°  | 18°  |
| ---- | ---- | ---- |